# Іваное Бономі
Іваное Бономі (італ. Ivanoe Bonomi; 18 жовтня 1873, Мантуя, Королівство Італія — 20 квітня 1951, Рим, Італія) — італійський політичний діяч-соціаліст.

## Біографія
Від 1909 року член палати депутатів від Мантуї, один з лідерів правого крила Італійської соціалістичної партії. У 1912 році виключений із ІСП разом з Леоніда Біссолаті. Бономі і Біссолаті заснували реформістську соціалістичну партію, яка підтримала участь Італії у Першій світовій війні на боці Антанти. У 1916—1917 роках Бономі — міністр громадських робіт, в 1920 році — військовий міністр (був одним з підписантів Рапалльського договору з Югославією), пізніше — міністр фінансів. З 4 липня 1921 — прем'єр-міністр Італії (перший соціаліст на цій посаді). Очолював коаліцію лібералів і реформістів, яка розвалилася в 1922 році, і 26 лютого пішов у відставку. У жовтні до влади приходить Беніто Муссоліні, і Бономі йде з політики.
Від 1940 року бере участь в Русі Опору, від 1943, після повалення фашизму — один з лідерів цього руху, очолює італійський антифашистський Комітет національного визволення. У цей період Бономі бере участь у створенні Демократичної партії праці. 18 червня 1944 знову став прем'єр-міністром замість маршала П'єтро Бадольйо, а також міністром закордонних справ, керуючи країною на заключному етапі війни проти фашизму. У листопаді подав у відставку, але прем'єр-міністр Великої Британії Вінстон Черчилль переконав його залишитися прем'єром і міністром внутрішніх справ. 19 червня 1945, після закінчення війни, склав з себе прем'єрські повноваження, продовжуючи активно працювати в комітеті Конституційної асамблеї з мирних договорів, до 1946 року представляв Італію на засіданнях глав МЗС. У 1946 році обраний депутатом Установчих Зборів Італії.
Після розпуску в 1948 році Демократичної партії праці, переходить у нову Італійську демократичну соціалістичну партію, де стає почесним головою. 8 травня 1948 обраний головою Сенату Італії (першим після його створення), і залишався на цій посаді до кінця життя.